# Ghjuventù Indipendentista
Ghjuventù Indipendentista (GI) és un sindicat estudiantil fundat en 1999 en la Universitat de Còrsega com a escissió de la Cunsulta di i Studienti Corsi. La seva creació parteix d'un supòsit: els joves corsos no disposen d'una estructura permanent per a inscriure's en la lluita independentista. Els sindicats corsos s'inscriuen en un rol exclusivament universitari i no poden respondre a les aspiracions de la joventut corsa. Reclamen el reconeixement de la nació corsa i la lluita contra la dominació colonial.